# Ichtyoselmis macrantha
Ichtyoselmis macrantha là một loài thực vật có hoa trong họ Anh túc. Loài này được (Oliv.) Lidén mô tả khoa học đầu tiên năm 1997.